# 강지원 (2000년)
강지원(2000년 ~ )은 대한민국의 여성 탤런트이다. 키는 164cm, 혈액형은 A형, 종교는 기독교이다.

## 출연작

### 방송
- 2012년 JTBC 드라마 《러브 어게인》
- 2013년 MBC 드라마 《여왕의 교실》 최빛나 역